# لفظ مسموح

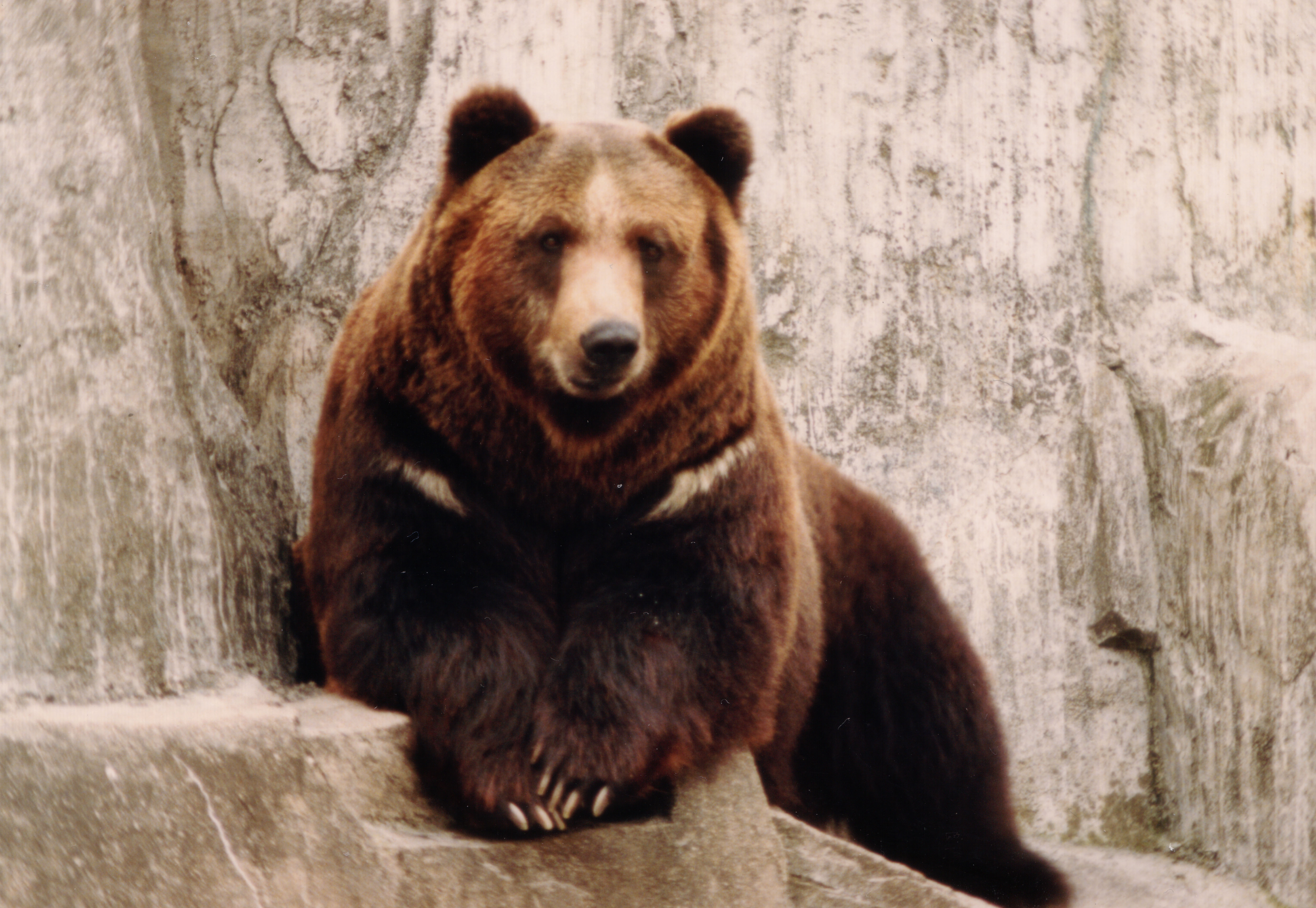

اللفظ المسموح — بِهِ — هو كل لفظ استعمل لتجنب التلفظ بلفظ ممنوع.

## حواش ومراجع
1. ↑  نواؤرد nóaorð/noaord بالإسكندنافية من نوا noa بالبولينيسية أي مسموح ومباح (مشتركات معنوية)
2. ↑  يسمح بحذف حرف الجر والمجرور والاكتفاء بالنعت عندما يؤمن الالتباس، مثلما يقال  للمشترك فيه مشترك وللمصطلح عليه مصطلح.
3. ↑  noa word -   The Scarcliff Dictionary of Branding [وصلة مكسورة] نسخة محفوظة 26 يناير 2020 على موقع واي باك مشين.